# اتحاد سان مارينو لكرة القدم
تأسس اتحاد سان مارينو لكرة القدم (بالإيطالية: Federazione Sammarinese Giuoco Calcio)‏ في عام 1931م وانضم إلى الاتحاد الدولي لكرة القدم في 1988م وانضم إلى الاتحاد الأوروبي لكرة القدم في 1988م.

## الشعارات

الشعار السابق
الشعار الحالي (2021 - )